# Lincombien-Ranisien-Jerzmanowicien

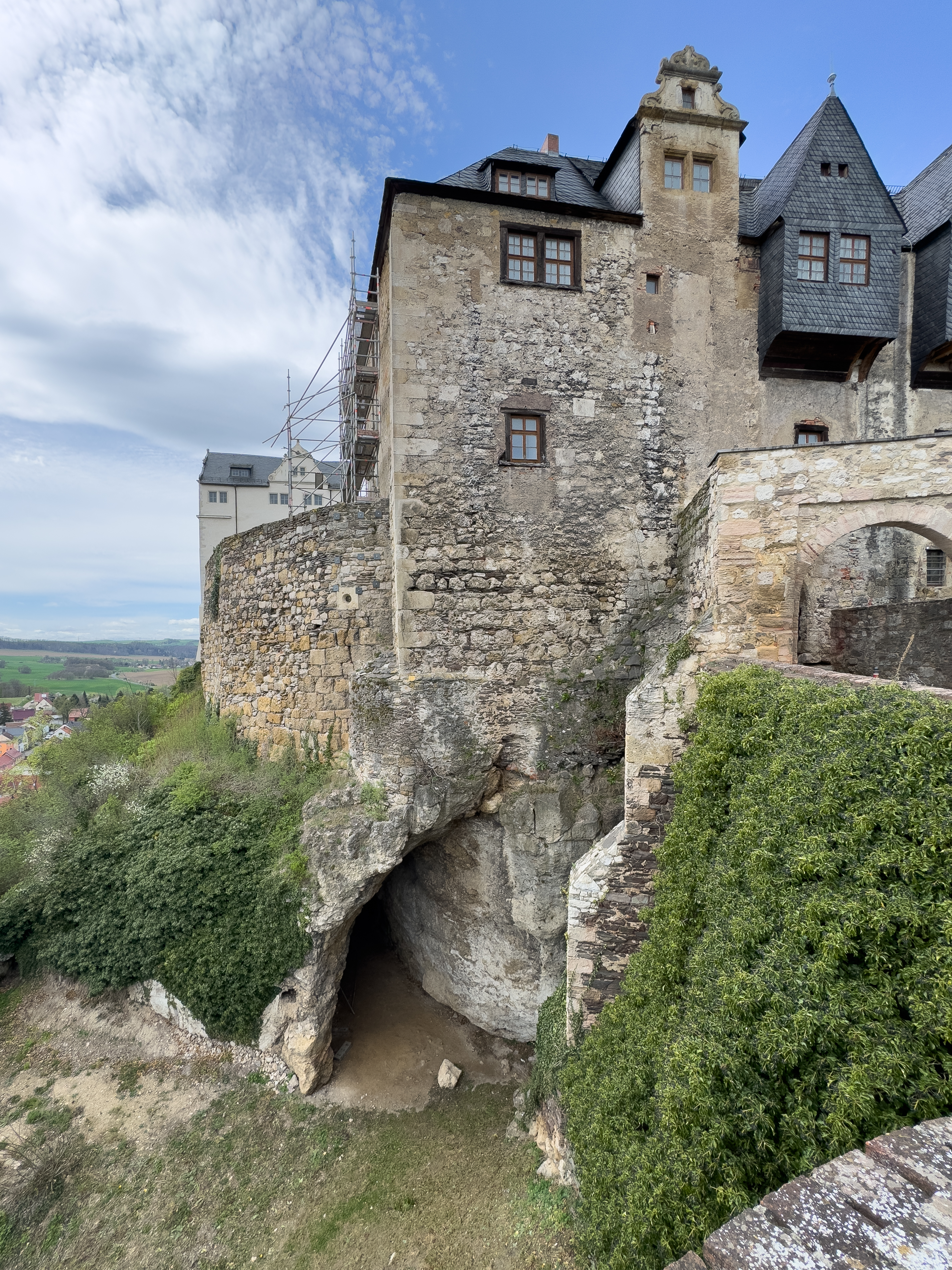
Einer der drei namengebenden Fundorte des LRJ: die Ilsenhöhle unter Burg Ranis

Als Lincombien-Ranisien-Jerzmanowicien (LRJ) wird ein archäologischer Technokomplex bezeichnet, der zur Zeit des Übergangs vom Mittel- zum Jungpaläolithikum im nordwestlichen Mitteleuropa Verbreitung fand.

## Entwicklung
Der Lincombien-Ranisien-Jerzmanowicien-Komplex zählt zu den zwischen etwa 50.000 und 40.000 Jahren vor heute entstandenen sogenannten Übergangsindustrien, deren Aufkommen in die Anfangszeit der flächendeckenden Ausbreitung des Homo sapiens in Europa fällt. Diese Übergangsinventare enthalten Steinartefakte, die sowohl mittel- als auch jungpaläolithische Ausprägungen zeigen und dadurch lange Zeit die kontrovers diskutierte Frage aufwarfen, ob Neandertaler oder Homo sapiens Urheber dieser neuen Bearbeitungstechniken waren.
Für die Entstehung der Übergangsindustrien mit aufkommenden jungpaläolithischen Merkmalen sind folgende Modelle denkbar:
- Entwicklung durch den Neandertaler, ohne Einfluss des Homo sapiens
- Entwicklung durch den Homo sapiens, ohne Einfluss des Neandertalers
- Unabhängige (konvergente) Entwicklung durch beide Spezies
- Akkulturation: Übernahme bestehender Techniken durch eine der beiden Spezies.[1]

DNA-Analysen an fossilen Menschenresten aus dem Horizont Ranis 2 haben inzwischen gezeigt, dass der Neandertaler als Träger des LRJ ausgeschlossen werden kann.
Bereits nach wenigen tausend Jahren wurde das Lincombien-Ranisien-Jerzmanowicien durch das Aurignacien abgelöst.

## Werkzeugformen

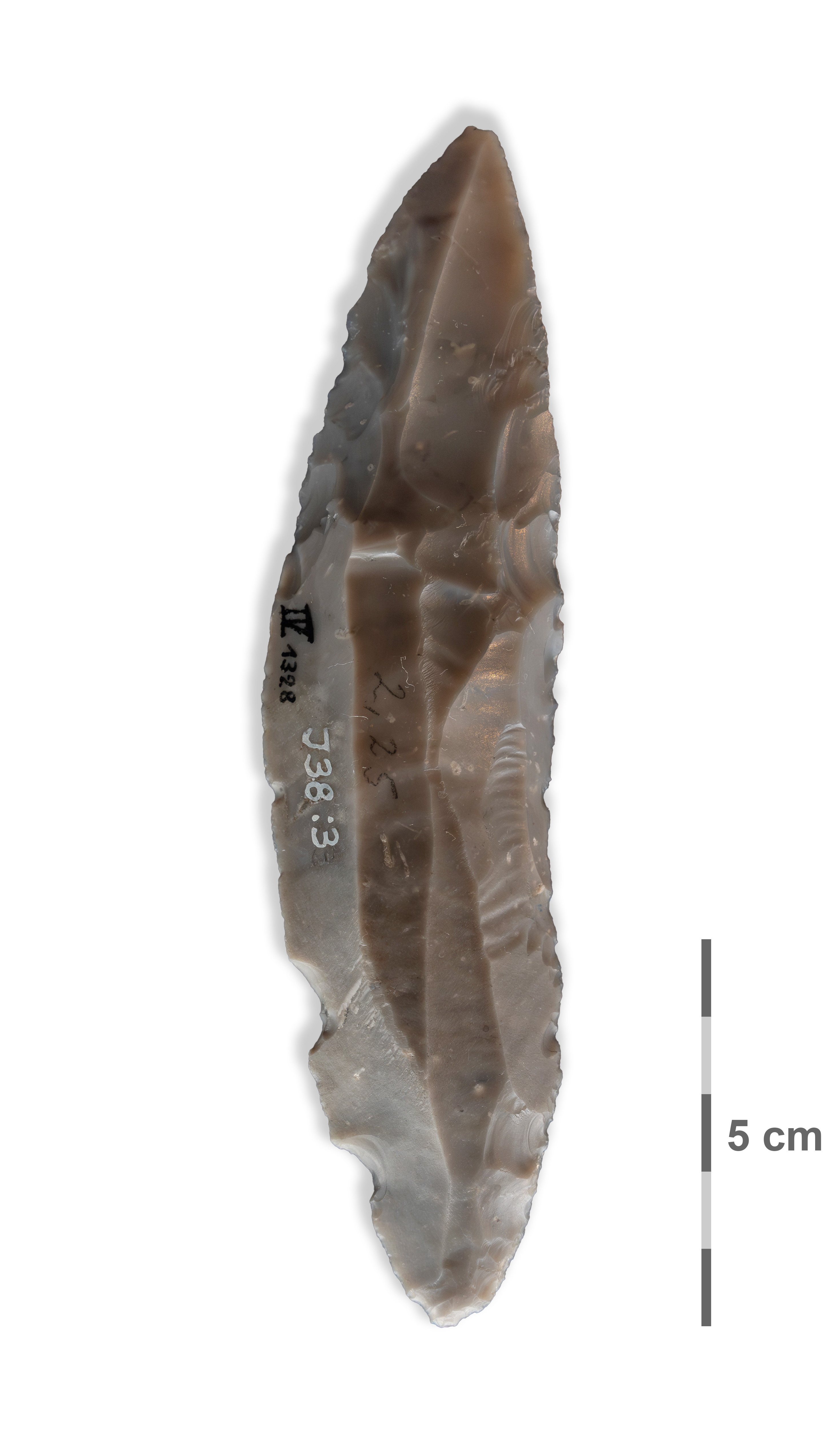
Eine Jerzmanowice-Spitze mit nur teilweise retuschierter Rückseite (Ranis)

Leitform des LRJ sind die Jerzmanowice-Spitzen: lang-schmale, meist längssymmetrische Blattspitzen mit partieller dorsaler bzw. ventraler Retusche und Klingen als Grundform. Diese finden sich häufig in der Fundschicht vergesellschaftet mit beidseitig vollständig flächenretuschierten Exemplaren, weshalb zunächst infrage gestellt wurde, die Jerzmanowice-Spitzen in einen eigenen Technokomplex auszugliedern. Zum Einsatz kamen diese Steingeräte als Geschossspitzen in Jagdwaffen.

## Verbreitung
Mit über 30 Fundstellen liegt der Verbreitungsschwerpunkt des LRJ im Süden Englands. Als besonders artefaktreich gelten Kents Cavern, Robin Hood Cave, Beedings und Glaston Grange Farm. Entsprechende Inventare fanden sich auch vom Nordwesten Mitteleuropas bis in den Südosten Polens, z. B. in den Höhlen von Goyet und Spy in Belgien, in der Höhle Pekárna und mehreren Freilandfundstellen bei Brünn in Tschechien. In Bayern gelang der Nachweis bislang in 4 Höhlen und im Freiland.
Die eponymen Fundorte sind:
- der Lincombe Hill mit der Höhle Kents Cavern in Torquay, Devon, England
- die Stadt Ranis mit der Ilsenhöhle in Thüringen, Deutschland
- die Stadt Jerzmanowice mit der Jaskinia Nietoperzowa (Fledermaushöhle) in Polen.

Weitere Übergangsindustrien sind das Châtelperronien mit Fundstellen in Frankreich und  Nordspanien, Uluzzien (Italien, Griechenland), Bohunicien (Tschechien), Szeletien (von Ungarn bis nach Bayern) und das Streletskien (Osteuropa, z. B. Krim, Kostjonki).